# Relations entre les États-Unis et Oman
Les relations entre les États-Unis et Oman sont les relations bilatérales entre la République nord-américaine et la Monarchie absolue du Moyen-Orient. Les relations entre les États-Unis et Oman sont anciennes. En effet, certains navires marchands américains faisait escale à Oman dès 1790. Dès 1841, Oman est la première nation arabe à reconnaître les États-Unis.

## Personnel
Les principaux responsables américains à Oman sont :
- Ambassadeur - Mark. J.Seviers
- Chef de mission adjoint - Alfred F. Fonteneau
- Chef, Section politique / économique — Eric Carlson
- Agent économique / commercial - Brian Grimm
- Agent des affaires publiques - Robert Arbuckle
- Chef consulaire - Bryce Isham